# A3 (автомагистраль, Хорватия)
A3 (хорв. Autocesta A3) — шоссе в Хорватии. Длина шоссе составляет 306,5 км. A3 — одна из основных автомагистралей страны, пересекает всю континентальную Хорватию с запада на восток от словенской до сербской границы. Соединяет Загреб со Славонией и с городами, расположенными вдоль Савы. Важное значение трассы также связано с тем, что она пересекается со всеми прочими основными магистралями — A1, A2, A4 и A5, кроме того часть трассы представляет собой объездную дорогу вокруг Загреба. На территории Хорватии составляет часть европейского маршрута E70 (Бордо — Бухарест).
Так как шоссе пересекает исторический район Посавина, известно в Хорватии как «Посавское шоссе» (хорв. Posavska autocesta).

## Описание

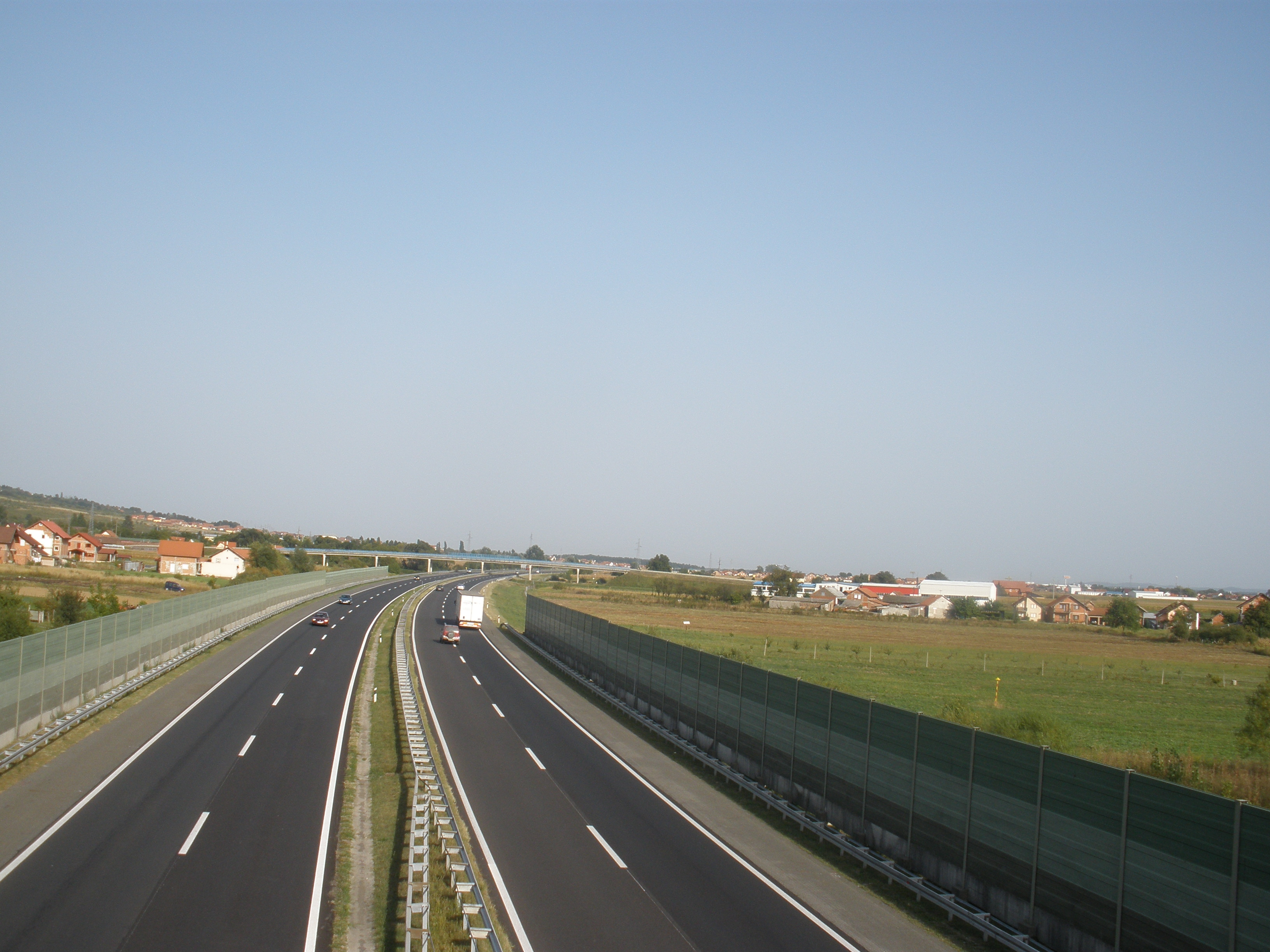
Шоссе около города Славонски-Брод

На всём протяжении автодороги осуществляется двухполосное движение в каждом направлении. В отличие от большинства хорватских автобанов на шоссе A3 нет ни одного тоннеля, что связано с равнинным характером местности, по которой проложена дорога. Самая крупная инженерная конструкция на шоссе — мост через Саву около Загреба. Почти вся трасса является платной, за исключением бесплатного участка длиной 38 км в обход Загреба между развязкой Бобовица (съезд на Самобор) и развязкой Иваня-Река (съезд на шоссе A4). Этот участок — самая загруженная автодорога Хорватии, средний дневной трафик здесь превышает 40 000 машин.
На 2010 год на трассе построена 21 развязка и 18 мест для отдыха. Оператор трассы — государственная компания Hrvatske autoceste.

## История

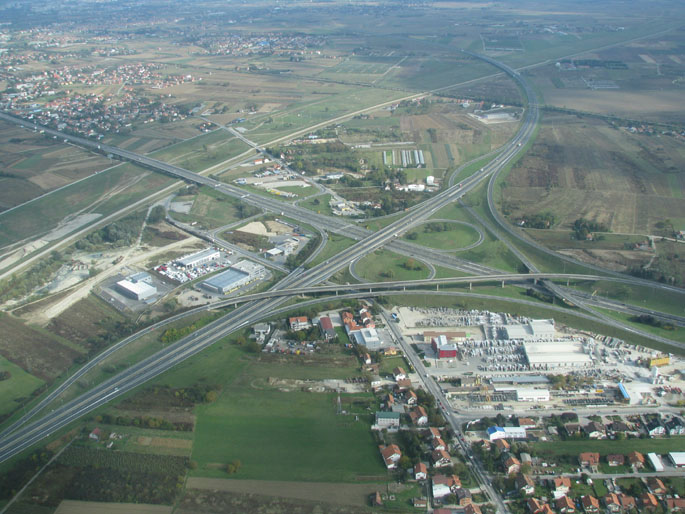
Развязка Лучко, пересечение A3 и A1

Строительство дороги, обходящей Загреб с юга и впоследствии вошедшей в A3, началось ещё в 1977 году. В 1981 году был открыт 28-километровый участок между развязками Янкомир и Иваня-Река. В 80-х годах строительство продолжилось на восток, как часть плана по капитальной реконструкции автодороги между Загребом и Белградом. До 1991 года было сооружено ещё 180 километров трассы вплоть до города Славонски-Брод. Дальнейшему строительству помешала война.
После начала войны в Хорватии в 90-х годах работы были прекращены. Участок трассы между городами Новска и Нова-Градишка в октябре 1991 года был захвачен частями самопровозглашённой республики Сербская Краина, что привело к прекращению транзитного движения транспорта на Славонски-Брод. В декабре 1994 года переговоры привели к деблокированию этого участка и восстановлению движения по нему, хотя он и оставался под контролем сербов. После военной операции «Молния» в мае 1995 года Хорватия восстановила контроль над этим участком трассы.
После установления мира работы продолжились. Кроме продолжения строительства требовался капитальный ремонт некоторых уже построенных участков шоссе, повреждённых бомбардировками, перемещениями тяжёлой техники и рытьём окопов вдоль трассы. Кроме того, часть прилегающей к шоссе территории подверглась разминированию.
Первый послевоенный участок длиной в 11 километров к востоку от Славонски-Брода был открыт в 1996 году. В 1999 трасса достигла города Велика-Копаница. В 2002 году было закончено строительство 14-километрового участка от Загреба на запад, до словенской границы, а в восточном направлении в том же году шоссе достигло города Жупаня. Заключительные 30 километров дороги между Жупаней и сербской границей были торжественно открыты в 2006 году. Дальнейшие работы касались только строительства новых развязок и мест отдыха. Общая стоимость строительства составила около 959 миллионов евро.

## Важные развязки
| Км    | Развязка                                   | Пересечение с магистралями | Города                                                               |
| 0     | Пограничный переход Брегана (со Словенией) |                            |                                                                      |
| 2,5   | Бобовица                                   |                            | Самобор                                                              |
| 14,6  | Янкомир                                    | A2                         | Загреб (Ljubljanska avenija)                                         |
| 19,5  | Лучко                                      | A1                         | Загреб (Jadranska avenija)                                           |
| 27,3  | Бузин                                      | D30                        | Загреб (Savezne republike Njemačke), Велика-Горица, Аэропорт Загреба |
| 28,3  | Якушевец (строится)                        | A11 (строится)             | Загреб (Sarajevska cesta)                                            |
| 40,3  | Иваня-Река                                 | A4                         | Загреб (Slavonska avenija)                                           |
| 65,3  | Иванич-Град                                | D43                        | Иванич-Град                                                          |
| 105,9 | Кутина                                     | D45                        | Кутина                                                               |
| 127,1 | Новска                                     | D47                        | Новска                                                               |
| 151,9 | Окучаны                                    | D5 (E661)                  |                                                                      |
| 167,4 | Нова-Градишка                              | D51                        | Нова-Градишка                                                        |
| 211,1 | Славонски-Брод Запад                       | D525                       | Славонски-Брод                                                       |
| 221,6 | Славонски-Брод Восток                      | D514                       | Славонски-Брод                                                       |
| 241,4 | Среданцы                                   | A5                         |                                                                      |
| 249,2 | Велика-Копаница                            | D7 (E73)                   | Велика-Копаница                                                      |
| 261,8 | Бабина-Греда                               | D520                       | Бабина-Греда                                                         |
| 274,0 | Жупаня                                     | D55                        | Жупаня                                                               |
| 304,0 | Липовац                                    | D57                        |                                                                      |
| 306,5 | Пограничный переход Баяково (с Сербией)    |                            |                                                                      |